# 維利涅 (杜布羅維察區)
51°33′7″N 26°21′40″E / 51.55194°N 26.36111°E
維利涅（烏克蘭語：Вільне），是烏克蘭西北部的村莊，隸屬里夫內州的薩爾內區。該村始建於1890年，面積0.22平方公里，海拔高度161米，2001年人口67，人口密度每平方公里304.6人。